# GreenBee
GreenBee株式会社（グリーンビー、英文社名：GreenBee, Inc.）は、東京都中央区新川に本社を置く、日本のソフトウェア開発会社。旧社名は株式会社sMedio。

## 概要
sMedioは2007年に東京都港区で設立されたソフトウェア開発会社で、情報機器間の無線通信ソフトウェアや、デジタル家庭電化製品向けモノのインターネット化ソフトウェア、スマートフォンのデータ移行用モバイルアプリケーションなどの開発、ライセンス販売を手掛ける。2015年に東京証券取引所マザーズに上場。

## 沿革
- 2007年 東京都港区南麻布にビデェイス株式会社を設立。新橋に本社を移転[7]。
- 2009年 ロールテック株式会社に商号変更[7]。
- 2010年 東京都中央区日本橋本町に本社を移転。株式会社sMedioに商号変更[7]。
- 2015年 東京証券取引所マザーズに上場。東京都港区三田に本社を移転[7]。
- 2017年 東京都中央区新川に本社を移転[7]。株式会社ミックステクノロジーズを買収。完全子会社である株式会社ブイログを吸収合併。
- 2018年 完全子会社である株式会社ミックステクノロジーズを吸収合併
- 2024年 GreenBee株式会社に商号変更。